# Малое Аксубаево
 Малое Аксубаево  — деревня в Аксубаевском районе Татарстана. Входит в состав Новоаксубаевского сельского поселения.

## География
Находится в южной части Татарстана на расстоянии приблизительно 7 км на восток-юго-восток по прямой от районного центра поселка Аксубаево.

## История
Основана в 1930-х годах.

## Население
Постоянных жителей было: в 1938—217, в 1949—187, в 1958—183, в 1970—196, в 1979—110, в 1989 — 81, в 2002 году 69 (чуваши 97 %), в 2010 году 74.